# Taeromys punicans
Espèce
Statut de conservation UICN

 DD  : Données insuffisantes
Taeromys punicans est une espèce de rongeurs de la famille des Muridae, du genre Taeromys, endémique d'Indonésie.

## Taxonomie
L'espèce est décrite pour la première fois par les zoologistes américains Gerrit Smith Miller, Jr et Ned Hollister en 1921.

## Distribution et habitat

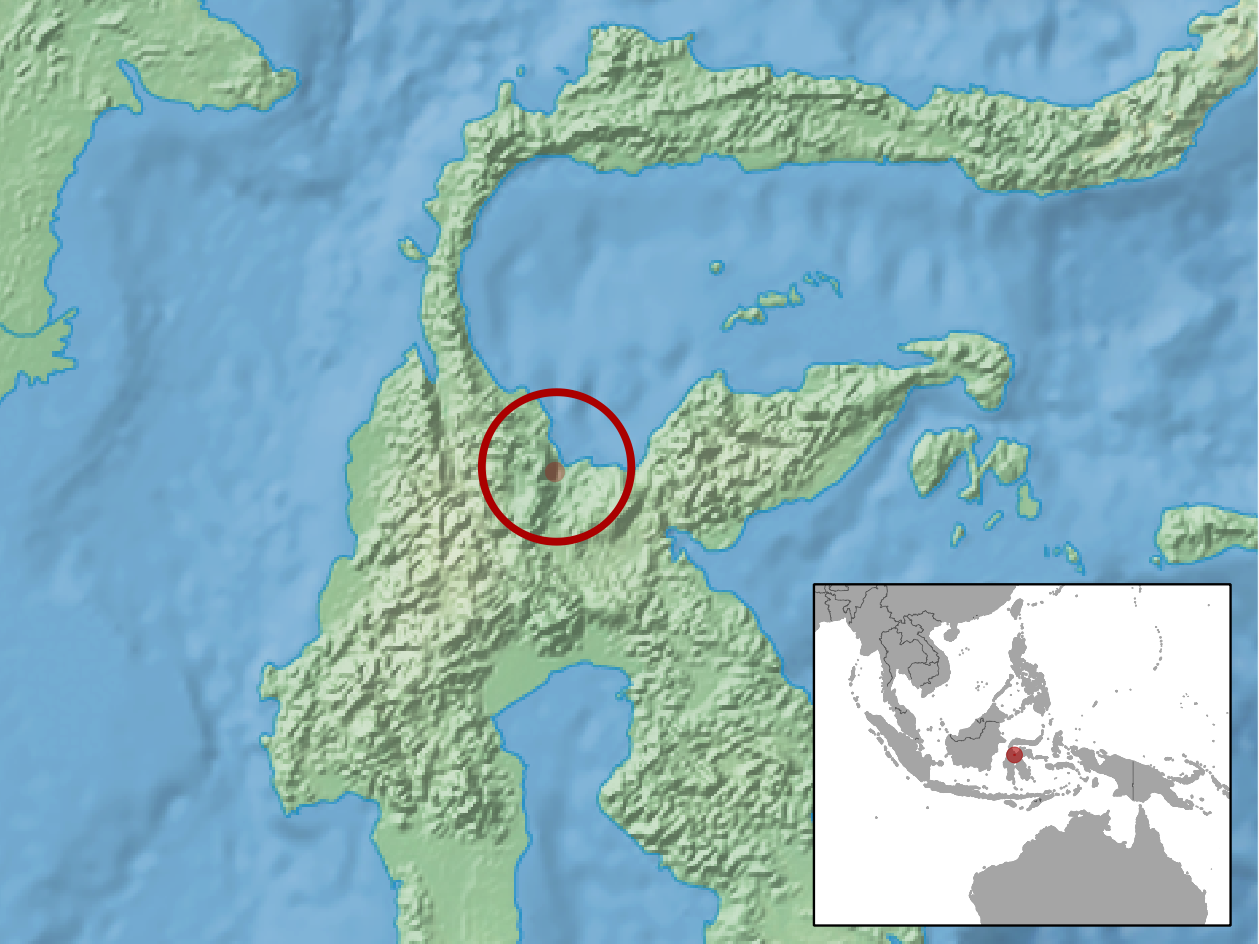
Répartition de l'espèce.

L'espèce est présente en une seule région autour de Pinedapa, dans la forêt tropicale humide à basse altitude dans le centre de l'île de Sulawesi en Indonésie.

## Menaces
L'Union internationale pour la conservation de la nature la place dans la catégorie « Données insuffisantes » par manque de données relatives au risque d'extinction en 2008.